# Exechia noctivaga
Exechia noctivaga är en tvåvingeart som beskrevs av Van Duzee 1928. Exechia noctivaga ingår i släktet Exechia och familjen svampmyggor.
Artens utbredningsområde är Kalifornien. Inga underarter finns listade i Catalogue of Life.